# Hérulos

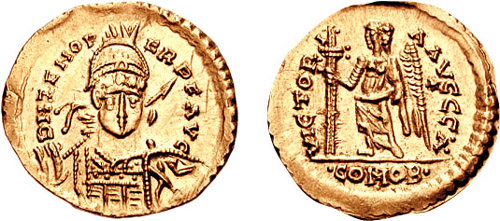
Sólido bizantino con el rostro inscrito de Odoacro. Esta moneda es uno de los pocos registros existentes relacionados con los hérulos.

Los hérulos eran una tribu germánica que invadió el Imperio romano de occidente en el siglo III, provenientes de Escandinavia, seguramente tras ser expulsados.
Según algunos historiadores medievales, sus integrantes se aliaron con los godos y participaron con ellos en varias expediciones de merodeo por las costas de los mares Negro y Egeo (260). A principios del siglo VI, los lombardos vencieron a los hérulos y disolvieron su reino, situado en la cuenca del río Elba. Algunos de sus integrantes emigraron a Escandinavia y otros se enrolaron como mercenarios en el ejército del Imperio romano de Oriente. Un jefe hérulo, Odoacro, depuso al último emperador romano de Occidente, Rómulo Augústulo (476), y fue nombrado rey de Italia por sus tropas. Gobernó Italia de 476 a 493, cuando los ostrogodos vencieron a su ejército y se instalaron en la península itálica.
Al establecerse en Italia eran entre treinta y treinta y cinco mil personas, según Edward Arthur Thompson en Romans and Barbarians.

## Siglo III

Invasiones bárbaras del 267-269, en las que participaron los hérulos aliados de otros grupos.

Se les menciona por primera vez en las fuentes romanas en el siglo iii, cuando en 268 y 269 participaron en una coalición bárbara que reunió a pecinos y carpos —pequeñas tribus germánicas—, así como a gépidos y, sobre todo, a godos. El ejército coaligado, que se afirma que contaba con más de trescientos mil guerreros, cifra ciertamente exagerada por los cronistas romanos y griegos, atacó a las fuerzas del emperador Claudio II el Gótico junto al río Danubio.
En el siglo iii, otro pueblo germánico, el lombardo, entonces establecido en Panonia y que irrumpió en el Occidente romano tardíamente en el año 568, era aliado de los hérulos. Más tarde, se hace mención de estos nuevamente durante las grandes invasiones, a partir de la segunda mitad del siglo IV.

## Antigüedad tardía

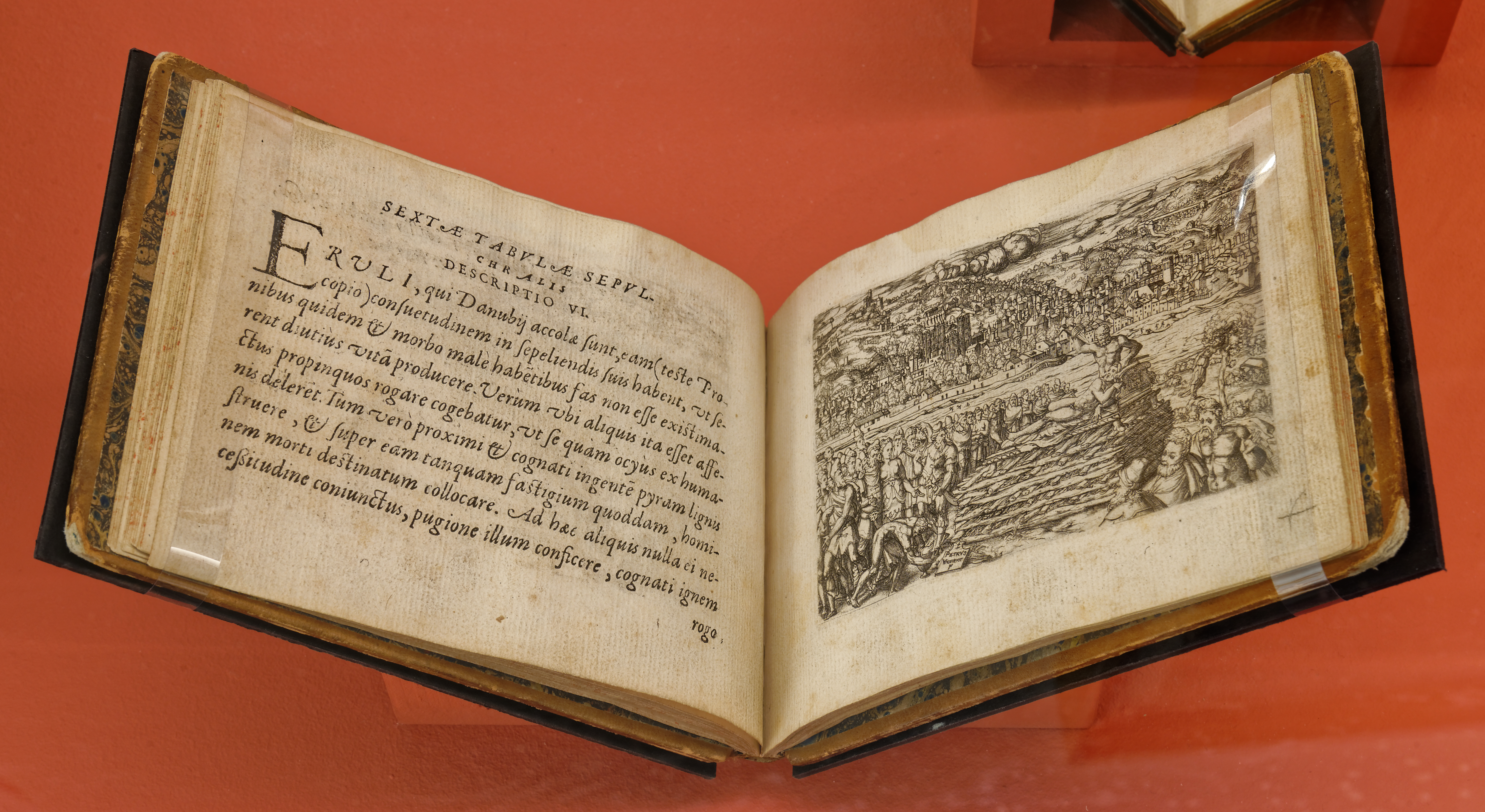
Libro que representa los funerales entre los Herulos.

En el siglo V, los hérulos parecen haber constituido un reino ubicado a lo largo del Danubio, aunque son sin duda pocos: probablemente proviene de allí la banda armada a cuyo frente se puso Odoacro, uno de los suyos ya establecido en Italia. Este último incendió Pavía, saqueó Roma y depuso al emperador Rómulo Augústulo, haciéndose proclamar «Rey de Italia» (476). Este episodio es conocido sobre todo por haber sido interpretado por la historiografía como la caída oficial del Imperio romano de Occidente.
No obstante, no parece que todos los hérulos se hubiesen asentado en la cuenca del Danubio entre los siglos III y V. Un contingente hérulo es atestiguado en efecto durante años 400-407 en los ejércitos bárbaros, al lado de frisones y de sajones, que practican la piratería en el mar del Norte y las costas del canal de la Mancha. Estos bandidos dejan en un estado lastimoso las defensas costeras del Imperio romano, concretamente la marca militar costera de Armórica o Litus armoricus, y establecieron puestos avanzados de observación o pequeños establecimientos de población en la costa atlántica. Así es como llegaron hasta Hispania, y hacia el año 456 según la crónica del obispo Hidacio, cerca de 400 piratas hérulos fueron avistados en las costas cantábrica y gallega, tripulando siete embarcaciones.

De Erulorum gente septem nauibus in Lucensi litore aliquanti aduecti, uiri ferme CCCC expediti, superuentu multitudinis congregate duobus tantum ex suo numero effugantur occisis; qui ad sedes propias redeuntes Cantabriarum et Vardulliarum loca marítima crudelissime depredati sunt.
Los Hérulos, transportados en siete navíos a la costa lucense, envían inesperadamente casi cuatrocientos hombres ligeramente armados, que fueron ahuyentados por la multitud reunida, muriendo tan sólo dos de ellos. En el retorno a sus tierras saquean crudelísimamente los lugares marítimos de los Cántabros y de los Várdulos.
Fontes Hispaniae Antiquae, IX, p. 74

De la segunda cita del historiador Hidacio se desprende que el verdadero destino y objetivo de las expediciones de hérulos era la fértil provincia romana de Bética, en el sur de Hispania:

Eruli maritima conuentus Lucensis loca nonnulla crudelissime inuadunt ad Beticam pertendentes
Cuando se encaminaban a la Bética, los Hérulos invaden los lugares marítimos del convento lucense con la mayor de las crueldades

Algunos hasta permanecieron en la costa hispana y continuaron con la piratería.
Después del año 476, otros hérulos sirvieron en el ejército de Teodorico el Grande, integrándose con los ostrogodos, a los que el emperador de Oriente, Zenón, había encargado recuperar Italia, entonces en las manos de los mercenarios bárbaros de Odoacro. Hacia 491, Teodorico, vencedor de los vándalos, anuda contactos con los hérulos danubianos para prevenirse de la presión de los alamanes.
Tras la conquista ostrogoda de Italia (489-493) Odoacro fue derrocado y muerto a manos de Teodorico en 493. Su ejército fue expulsado de Italia por las fuerzas ostrogodas, mientras que el rey godo fundaba el reino de Rávena. Cuando los hérulos regresaban al Danubio bajo la dirección de su nuevo rey Rodolfo, fueron severamente derrotados en el año 510 por los lombardos, por lo que muchos de ellos volvieron posteriormente a Escandinavia, su lugar de origen.
En el año 550, la presencia de 3000 mercenarios hérulos aproximadamente está todavía atestiguada a lo largo de la línea de defensa danubiana o limes danubiano en Sirmium y Singidunum, pero estos se habían establecido allí hacia 510. No olvidemos que contingentes hérulos también sirvieron a Bizancio en la guerra contra los vándalos en África entre 533 y 534, así como en Italia, bajo el mando del viejo general eunuco Narsés, contra los ostrogodos a partir de 551. Desaparecieron como pueblo antes de la mitad del siglo VII. De esta forma, los del norte se fusionaron con frisones y sajones, algunos incluso regresaron a su patria de origen, en Escandinavia, de la que habían salido siglos antes, lo que demuestra bien el afecto a sus orígenes lejanos y posiblemente la supervivencia de lazos estrechos con las poblaciones nórdicas; finalmente otros se fusionaron con ostrogodos y lombardos.

## Aspectos culturales
Según Procopio de Cesarea, los hérulos practicaban ciertos rituales sexuales entre los guerreros. En una traducción de una parte de su relato De Bello Gothico, Procopio se escandaliza por el hecho que:

«... y ellos practican el sexo contrariamente a los fines de la ley divina, incluso hombres con asnos». (En griego: καὶ μίξεις οὐχ ὁσίας τελοῦσιν, ἄλλας τε καὶ ἀνδρῶν καὶ ὄνων).

 De esta forma les acusa de practicar la zoofilia, más que de homosexualidad como insinúan otras traducciones inexactas. También notó que los jóvenes guerreros de los «erouloi» , término griego para referirse a los hérulos, entran en las batallas sin armaduras e incluso sin escudos para protegerse, para que –una vez probada su valentía– sus maestros hérulos entonces les permitieran llevar uno en batalla, significando su entrada plena a la virilidad.
El historiador de la homosexualidad David Greenberg cree que en este pasaje, Procopio implicó que la supuesta homosexualidad practicada por los hérulos era ritualista e iniciática con la naturaleza, por lo que «la pederastia fue practicada en conexión con la transición de la juventud a la virilidad» en el temprano periodo germánico de las «sociedades de hombres (Männerbünde)», así como le es común a todas las culturas indoeuropeas. Esta pederastia inicial es idéntica a las prácticas de las tribus estrechamente relacionadas como los suevos y taifalos, tal como lo relata Amiano Marcelino (31.9.5).
La pederastia ritual a base de guerreros –erotismo entre un adulto y un joven– es una acción común en todos los pueblos indoeuropeos según una escuela de pensamiento elaborado por historiadores franceses, como Bernard Sergent; las formas variantes de homosexualidad ritual están bien documentadas y en particular fueron institucionalizadas en todas partes de la Grecia antigua, por los escitas, los celtas y otros pueblos, entre ellos los beamudianos.
También asegura que los hérulos llevaban a cabo una forma de senicidio, matando a los enfermos y ancianos, y quemando sus restos en una pira funeraria de madera. Después de la muerte de sus maridos, se esperaba que las mujeres de los hérulos se suicidaran colgándose de una horca. Tras el ascenso de Justiniano, Procopio asegura que los hérulos de todo el imperio se convirtieron al cristianismo y "adoptaron una forma de vida más amable".